# Fishsticks
«Fishsticks» («Varitas de pescado» en el doblaje latinoamericano y «Palitos de Pescado» en el Castellano) es el quinto episodio de la decimotercera temporada de la serie animada de televisión estadounidense South Park, 186 en general de la serie, transmitido originalmente en Comedy Central en los Estados Unidos el 8 de abril de 2009. En el episodio, Jimmy escribe un chiste que se convierte en una sensación nacional y Cartman intenta robar el crédito, mientras el rapero Kanye West, creyéndose un «genio», se frustra por no entender el chiste.
El episodio fue escrito y dirigido por el cocreador de la serie Trey Parker y fue clasificado como TV-MA L en los Estados Unidos. El episodio fue concebido a partir de una broma entre Parker y su compañero cocreador Matt Stone sobre un pez vestido como el temerario de las motocicletas Evel Knievel, que finalmente se convirtió en una broma sobre Kanye West que no entendía una broma sobre por qué gustarle las varitas de pescado lo convirtió en un «pez gay». La forma en que Cartman intenta robar el crédito por la broma se inspiró en personas reales con las que Parker y Stone han trabajado en el negocio de la televisión.
Parker proporcionó la voz de West en el episodio y durante la canción «Gay Fish», una parodia de la canción de West «Heartless». «Fishsticks» recibió críticas en gran medida positivas y generó una gran atención de los medios cuando West escribió en un blog que el episodio hirió sus sentimientos, aunque dijo que era divertido y admitió que necesitaba trabajar en su problema de ego. El episodio también parodió al comediante Carlos Mencia, quien elogió el episodio después de su transmisión.
Según Nielsen Media Research, «Fishsticks» fue visto por más de 3,1 millones de hogares en su emisión original, lo que la convierte en la producción de Comedy Central más vista de la semana. El episodio recibió aún más atención después de que West interrumpiera a Taylor Swift durante su discurso de aceptación en los MTV Video Music Awards de septiembre de 2009, después de lo cual Comedy Central volvió a transmitir el episodio cuatro veces seguidas. «Fishsticks» se lanzó en DVD y Blu-ray junto con el resto de la decimotercera temporada el 16 de marzo de 2010.

## Referencias culturales

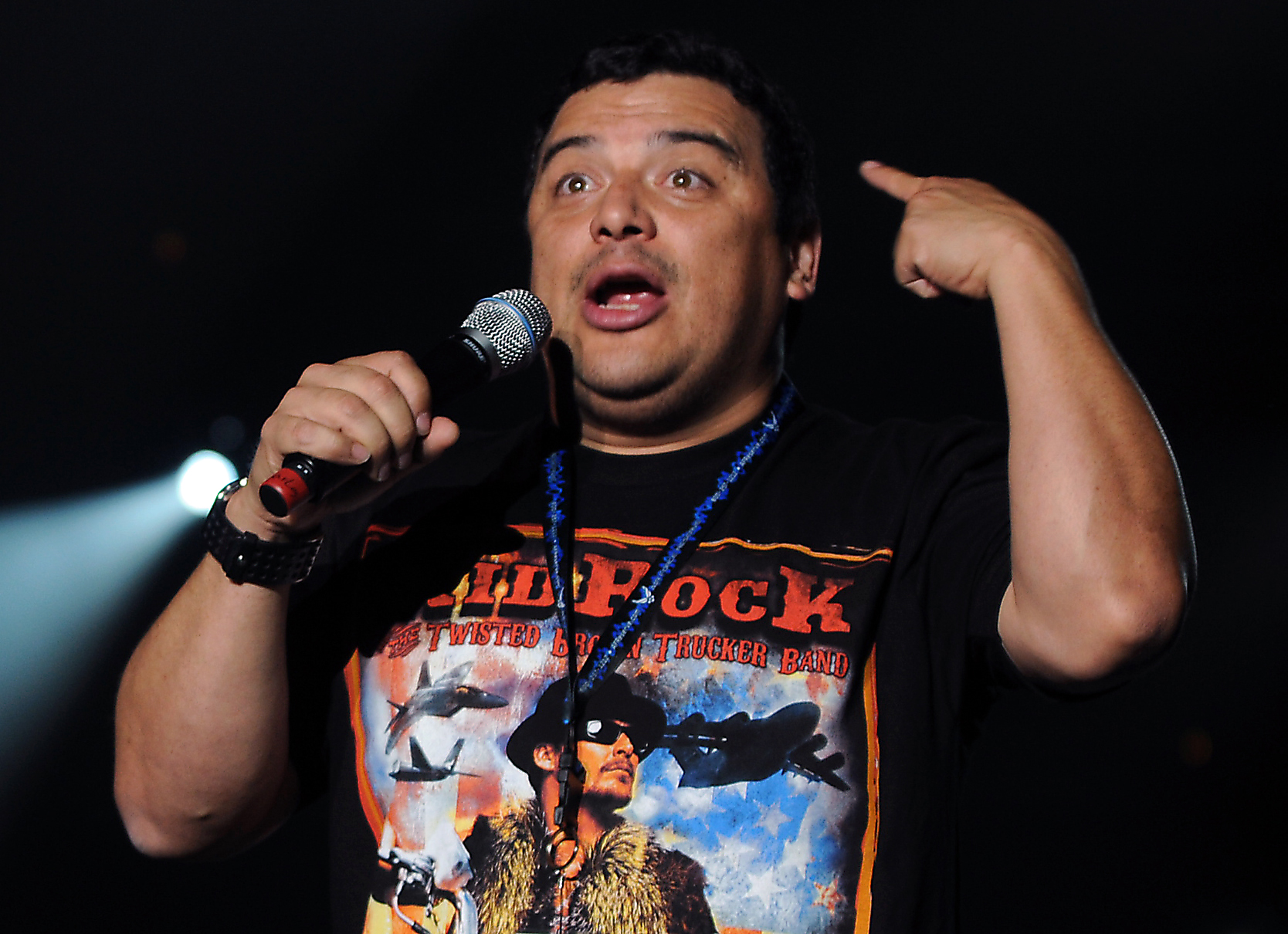
Carlos Mencia, comediante de stand up y ex presentador de Mind of Mencia, es parodiado en “Fishsticks”

## Recepción

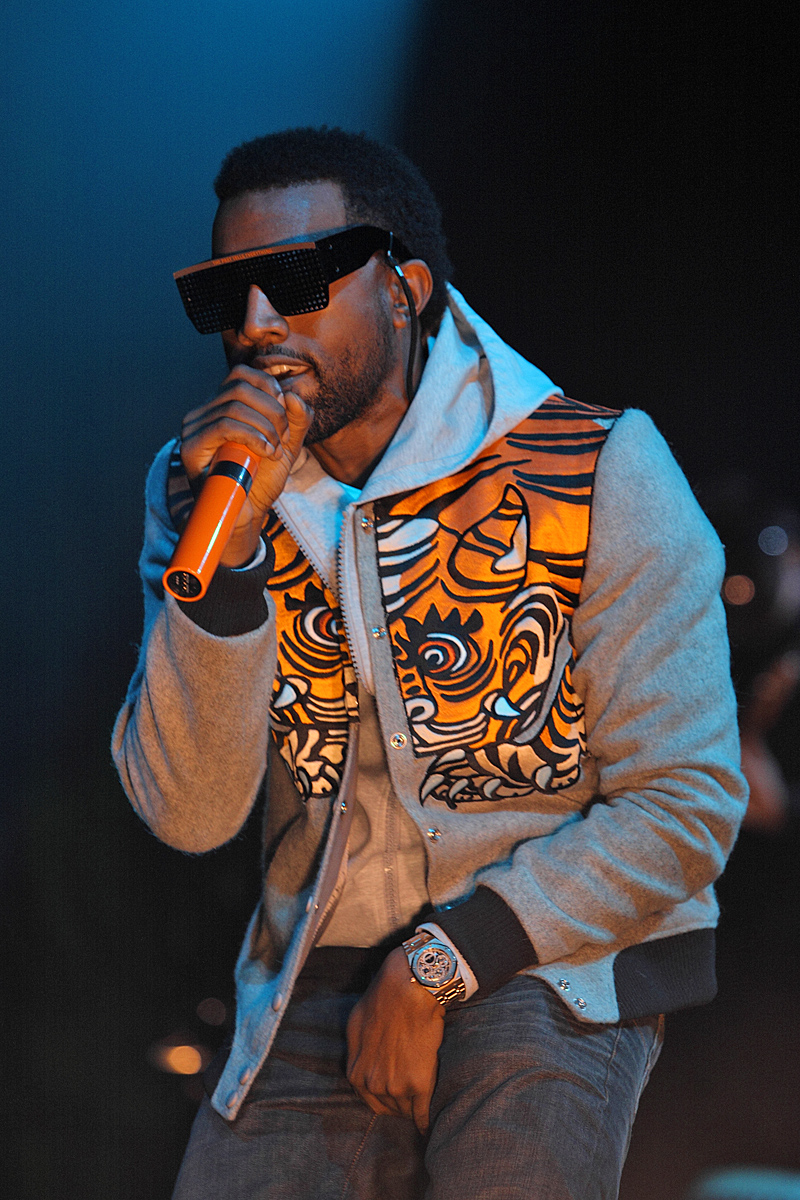
Kanye West, quien fue engañado en "Fishsticks", escribió en su blog un día después del episodio que fue divertido, aunque hirió sus sentimientos.

## Legado

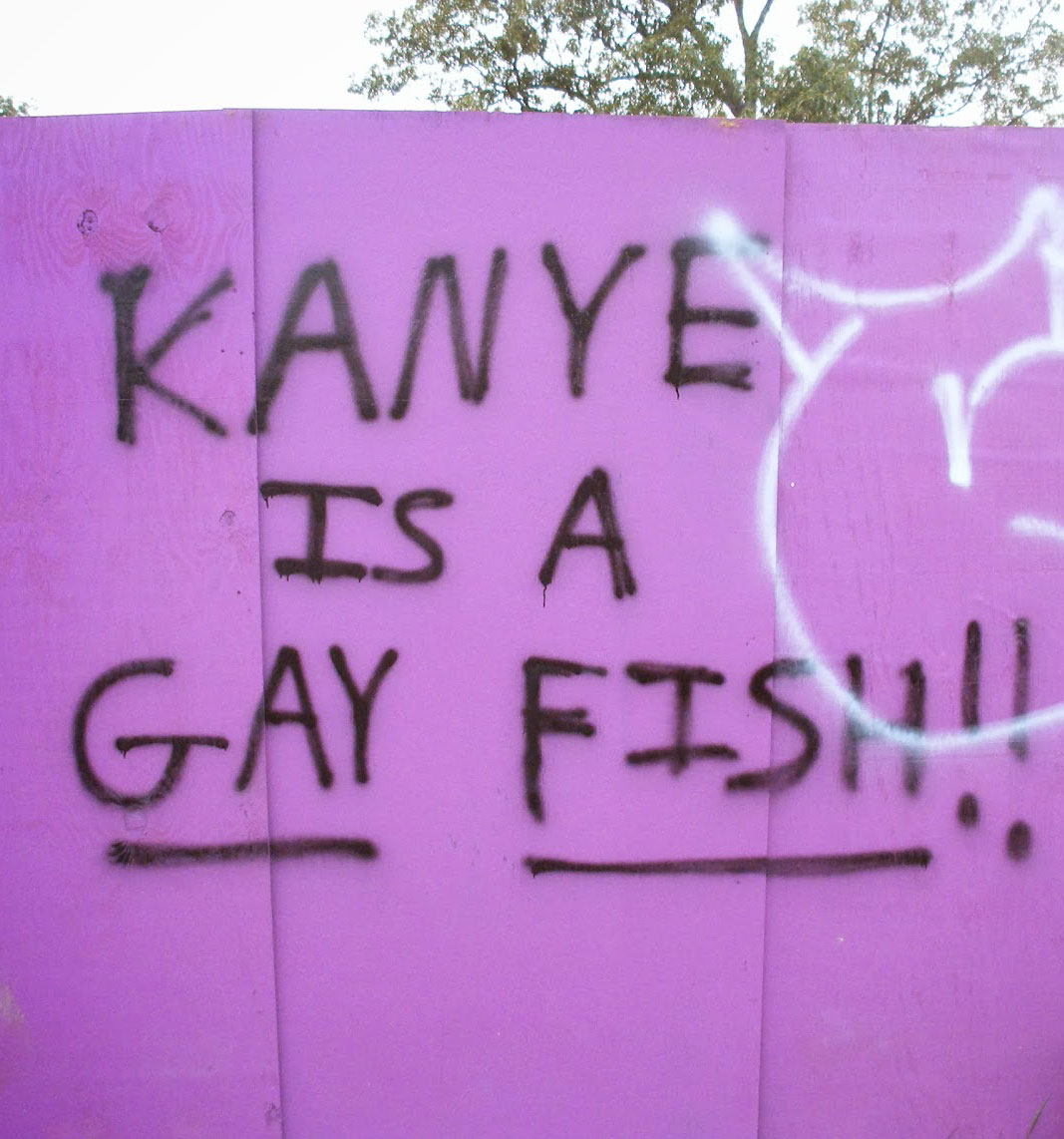
La aparición de West en 2008 en el festival de música Bonnaroo enojó a muchos asistentes al concierto; en los años posteriores, los asistentes se burlaron de él como un "pez gay".

## Trama
Jimmy trabaja escribiendo chistes para su rutina de comedia mientras Cartman se sienta en su sofá y come papas fritas. A Jimmy se le ocurre una broma cuando Cartman le pregunta si tiene bocadillos, y Jimmy comenta que puede haber varitas de pescado en el congelador:

- Jimmy: ¿Te gustan las varitas de pescado?
- Cartman: sí
- Jimmy: ¿Te gusta poner varitas de pescado en la boca?
- Cartman: sí
- Jimmy: ¿Qué eres, un pez gay?

La broma, que juega con la similitud de las frases "varitas de pescado" (fishsticks) y "verguitas de pescado" ("fish dicks") cuando se pronuncian, se convierte en un éxito en todo South Park. Cuando Cartman comienza a tomar la mitad del crédito por la broma, Kyle le dice a Jimmy que debería enfrentarse a Cartman. Cuando Jimmy le dice a Cartman que siente que él escribió la mayor parte de la broma, Cartman teme que Jimmy intente llevarse todo el crédito y le pide consejo a Kyle sobre cómo tratar con Jimmy. Kyle, en cambio, dice que cree que Jimmy escribió todo el chiste y sugiere que el ego de Cartman es tan grande que inconscientemente recuerda las cosas incorrectamente para sentirse más importante. Esto se complementa con los flashbacks de Cartman sobre la creación de la broma, que se vuelven más exagerados y ridículos a medida que avanza el episodio, mostrándole que realmente cree que merece crédito.
Mientras tanto, la broma se convierte en una sensación nacional. El comediante Carlos Mencia aparece en el programa de Conan O'Brien reclamando el crédito por la broma. La broma se la juegan al rapero Kanye West, que no la entiende. West se enoja cuando otros dicen que no lo entiende, y no permitirá que nadie se lo explique, porque dice ser un genio y "la voz de una generación" . West secuestra a Carlos Mencia, quien admite que robó el chiste para compensar por no ser gracioso y afirmar que su " polla no funciona " en una parodia del personaje de Viggo Mortensen Lalin en Carlito's Way, pero West no le cree y lo golpea a golpes. muerte con la ayuda de sus matones a sueldo. Cartman y Jimmy van al Show de Ellen DeGeneres y afirman que inventaron la broma, lo que llevó a West a perseguirlos. Jimmy confronta a Cartman y le pregunta cómo puede vivir consigo mismo por atribuirse el mérito de una broma que no escribió. Son interrumpidos por West, quien amenaza con matarlos. A estas alturas, Cartman no solo se ha convencido a sí mismo de que escribió todo el chiste sin la ayuda de Jimmy, sino que también cree que le salvó la vida a una viuda negra (en realidad, la madre de Jimmy la mató), mató a un dragón y derrotó a un ejército de " judíos bots ". ", y tiene poderes similares a la Antorcha Humana . Cartman cree que se da cuenta de lo que Kyle estaba tratando de decirle, pero lo entiende completamente al revés: Cartman cree que el ego de Jimmy es el que está retorcido y el ego de Jimmy está tratando de convencerse de que él escribió la broma, sin aceptar que Cartman escribió la broma. todo, y Jimmy le cree. West tiene una epifanía sobre su propio ego masivo y cree que finalmente entiende la broma. Sin embargo, piensa incorrectamente que significa que, de hecho, es un pez gay. El episodio termina con West poniéndose un traje de neopreno y zambulléndose desde el muelle de Santa Mónica hacia el océano para abrazar su nueva identidad como un pez gay en forma de video musical, en el que felizmente nada alrededor del mar, besando y follando con peces al azar.

## Producción
Fishsticks fue escrita y dirigida por el cocreador de la serie Trey Parker. El concepto de "Fishsticks" comenzó cuando Parker, el también cocreador Matt Stone y el actor Bill Hader asistieron a un retiro de escritores en Seattle, Washington, y visitaron un cuerpo de agua donde podían ver saltar a los salmones. Comenzaron a bromear sobre un salmón que vestía un atuendo como el temerario de las motocicletas Evel Knievel, lo que finalmente les recordó el video musical de la canción del rapero Kanye West " Touch the Sky ", en el que el propio West se viste como Knievel. Esto los llevó a imaginar una escena con West en un programa de noticias, negando con enojo los informes de que él es un pez y gritando "¡No, no soy un salmón!"  Durante un viaje de cuatro horas en automóvil, Stone y Parker hablaron más sobre la broma y, finalmente, pensaron en la broma de los "palitos de pescado" que se destacó en el episodio final. El dúo dijo que lo encontraron hilarante y contaron variaciones de la broma durante el resto del viaje. Stone dijo: "El conductor de la furgoneta que contratamos estaba tan desanimado porque seguíamos hablando de palitos de pescado, 'Eres un pez gay', una y otra vez. Pensamos que era muy divertido, y solo el hecho de que no lo entendió".
Aunque la broma provino originalmente de Evel Knievel y no de Kanye West, Parker y Stone dijeron que se dieron cuenta de que West probablemente no tendría mucho sentido del humor con la broma y no la entendería, por lo que decidieron que el episodio debería girar principalmente en torno a él. Después de que se les ocurrió la idea, Parker y Stone esperaron mucho tiempo antes de que finalmente escribieran el guion porque, dijo Stone, "parecía demasiado tonto. ¿Realmente vamos a hacer un episodio completo sobre esto?" Stone dijo que los chistes sobre Carlos Mencia fueron "simplemente una idea de último momento" que surgió durante el proceso de escritura. Durante una escena de "Fishsticks", Cartman le roba el crédito a Jimmy por una broma que no escribió. Esto se inspiró en las personas con las que Parker y Stone han trabajado en el negocio de la televisión que estuvieron presentes en las discusiones que tuvo el dúo y luego se atribuyeron el mérito de la idea a pesar de que no tenían nada que ver con ella. Stone dijo: "Realmente creen que lo hicieron. Esa es la parte realmente siniestra. No es donde están tratando de robar parte de la gloria... De hecho, creen plenamente que se les ocurrió".
Parker proporcionó la voz de West, tanto en el episodio como en "Gay Fish", una canción de larga duración que aparece al final del episodio sobre la comprensión de West de que en realidad es un pez gay. Parker usó una gran cantidad de procesamiento de audio de tono Auto-Tune, que nunca antes había usado. Parker dijo que eventualmente descubrió que tenía que desafinar a propósito para lograr el efecto deseado. Parker dijo: "Tenías que ser un mal cantante para que esa cosa realmente sonara como lo hace". El día después de la transmisión de "Fishsticks", la versión completa de dos minutos y medio de la parodia de Kanye West, "Gay Fish", estuvo disponible para su descarga en South Park Studios, el sitio web oficial de South Park . El sitio también presentó camisetas y sudaderas con capucha basadas en el episodio. Uno presentaba a Jimmy preguntando: "¿Te gustan los palitos de pescado?" El otro presenta texto de la pizarra de Kanye West en el episodio: "Fishsticks + Me = Gayfish".